# 1. FC Phönix Lübeck
Der 1. FC Phönix im LBV Phönix von 1903 e. V., allgemein bekannt als 1. FC Phönix Lübeck oder einfach nur Phönix Lübeck, ist ein Fußballverein aus Lübeck, der bis 1971 die Fußballabteilung des LBV Phönix bildete. Die erste Herrenmannschaft des LBV galt insbesondere in den 1920er-Jahren als die stärkste Mannschaft aus dem Raum Lübeck-Mecklenburg und erreichte bei der Norddeutschen Meisterschaft 1927 den dritten Platz hinter Holstein Kiel und dem Hamburger SV. Nach vier Spielzeiten in der erstklassigen Oberliga Lübeck-Mecklenburg, in deren ewiger Tabelle Phönix den ersten Platz belegt, gehörten die Lübecker von 1935 bis 1938 sowie in den Spielzeiten 1942/43 und 1944/45 den Gauligen Nordmark und Schleswig-Holstein an.
Auch nach dem Zweiten Weltkrieg war der Phönix für mehrere Jahre in überregionalen Spielklassen vertreten: Von 1957 bis 1960 spielten die Hansestädter in der erstklassigen Oberliga Nord, 1967 gelang ihnen mit dem Aufstieg in die Regionalliga Nord erneut der Sprung in die – nach Einführung der Bundesliga nunmehr zweitklassige – höchste Spielklasse des Norddeutschen Fußballverbandes. Mit dem sechsten Platz in der Saison 1967/68 stellten sie zum ersten und bisher einzigen Mal die erfolgreichste Mannschaft des Landes Schleswig-Holstein. Im Anschluss an die insgesamt sieben Regionalliga-Spielzeiten gehörte der 1. FC Phönix Lübeck überwiegend den Spielklassen auf SHFV-Ebene an, wobei der Verein zeitweise bis in die Siebtklassigkeit absteigen musste. Zur Saison 2019/20 kehrten die „Adlerträger“ erstmals seit zwei Jahrzehnten wieder in die fünftklassige Oberliga Schleswig-Holstein zurück, in der sie in der abgebrochenen Spielzeit auf Anhieb den 2. Platz belegten. Da sie als einzige Mannschaft aus Schleswig-Holstein die Zulassungsunterlagen zur Regionalliga Nord beantragt hatten, gelang den Lübeckern dadurch der direkte Durchmarsch in die Regionalliga Nord, in der man seither spielt.

## Geschichte

### Vorgängervereine des LBV-Phönix

„Stammbaum“ mit den Vorgängervereinen des 1. FC Phönix Lübeck

#### Lübecker Ballspiel-Club und Lübecker Ballspiel-Verein
Am 13. Januar 1903 gründeten die Kaufleute Walter Pfohl, Wilhelm Wessel, Eduard Witt, Ludwig Bleibaum, Franz Stuwe sowie die Baugewerkschüler Carl Timmermann, Max Mißfeldt, August Kroß und die Volontäre Hermann Rosenkreuz und Albert Kreymann den Lübecker Ballspiel-Club, den ersten eigenständigen Fußballverein in der Freien und Hansestadt Lübeck. Das erste Fußballspiel bestritt der LBC am 21. Juni 1903 gegen den FC Hohenzollern aus Altona und verlor mit 11:0, kurz darauf folgte mit einem 3:1 gegen die Zweitvertretung der KSV Holstein der erste Sieg. Am Ende des ersten Jahres seines Bestehens zählte der Verein 37 Mitglieder, darunter 27 aktive Sportler. 1906 waren es bereits mehr als 100 Mitglieder, wobei seit 1904 auch eine Juniorenabteilung unterhalten wurde. Aus dem reinen Fußballverein wurde bereits in den ersten Jahren seines Bestehens ein Mehrspartenverein, der unter anderem über Abteilungen in den Sportarten Leichtathletik (gegründet 1906), Tennis (1908) und Hockey (1909) verfügte.
Fußballerisch dominierte der LBC zunächst das Geschehen in der Hansestadt, konnte aber bei überregionalen Freundschafts- oder Meisterschaftsspielen noch nicht mit den – zum Teil über deutlich mehr Spielerfahrung verfügenden – Vereinen aus anderen Großstädten Norddeutschlands mithalten. Die erste offizielle Punktspielrunde beendeten die LBC-Fußballer 1906 als ungeschlagener Meister in ihrer Staffel der 1. Klasse vor der eigenen Zweitvertretung. 1907 wurde im Norddeutschen Fußball-Verband der Bezirk „Holstein“ gebildet, der die Vereine aus Lübeck und Kiel in einer vereinigten Meisterschaftsrunde zusammenfasste. Zuvor hatte sich der LBC in der Lübecker Vorrundenstaffel erneut durchgesetzt, musste sich in einem anschließenden Ausscheidungsspiel jedoch der Kieler SV Holstein mit 0:5 geschlagen geben. Auch in den kommenden drei Spielzeiten, in denen Kiel und Lübeck bereits von Saisonbeginn an eine gemeinsame Staffel bildeten, zeigten sich die Holsteiner deutlich überlegen. Allerdings war der Ballspiel-Club stets der erfolgreichste Lübecker Verein und platzierte sich 1908 und 1910 direkt hinter der KSV auf dem zweiten Rang.
Bereits nach drei Jahren im gemeinsamen Spielbetrieb mit Kiel erfolgte eine weitere regionale Neugliederung, die Lübeck – gemeinsam mit den Vereinen aus (Bad) Oldesloe, später auch Eutin, Neustadt (Holstein), Reinfeld und anderen – zu einem eigenständigen NFV-Bezirk machte. Infolge der steigenden Popularität des Fußballs in der Hansestadt erwuchs dem LBC nun auch zunehmend Konkurrenz auf regionaler Ebene: In den vier Spielzeiten zwischen 1910 und 1914 errang der Verein nur noch einmal die Meisterschaft, belegte zwei Mal den zweiten Platz und wurde 1912/13 hinter der Lübecker Turnerschaft und Allemannia Lübeck nur Dritter. Nach Ausbruch des Ersten Weltkrieges nahm der LBV nicht mehr am Spielbetrieb teil und löste sich nach dem Verlust des Vereinsvermögens zunächst auf, 1920 erfolgte die Neugründung als Lübecker Ballspiel-Verein.
Die Fußballregion Lübeck wurde wenige Jahre nach dem Ersten Weltkrieg mit dem Bezirk Mecklenburg in der so genannten Ostkreisliga verbunden. Eine erste Teilnahme am Spielbetrieb der neuen Spielklasse beendeten die Lübecker 1921 punktgleich mit dem FC Schwerin 03 auf dem ersten Platz und setzten sich im dadurch notwendig gewordenen Entscheidungsspiel mit 3:0 durch. In der norddeutschen Endrunde kam der LBV jedoch nicht über den letzten Platz hinaus. Nach einem weiteren Titelgewinn endete auch die Teilnahme an der Norddeutschen Meisterschaft im Folgejahr erfolglos, da man die Qualifikationsrunde gegen Union 03 Altona mit 1:5 verlor. Nach zwei Meisterschaften in Folge belegte der LBV in seiner letzten Saison als eigenständiger Verein (1923/24) nur noch den fünften Platz und musste mit dem späteren Fusionspartner SV Phönix sowie dem VfR Lübeck, der sich mit einem Punkt Vorsprung vor Schwerin die Bezirksmeisterschaft sicherte, auch wieder zwei Lübecker Vereine vorbeiziehen lassen. Im gleichen Jahr wurde zudem mit der Handballsparte eine fünfte Abteilung des mittlerweile mehrere hundert Mitglieder zählenden Großvereins eingerichtet.

#### Lübecker SV 05
Am 5. März 1904 gründeten einige angehende Lehrer, denen die Aufnahme in den Lübecker Ballspiel-Club verwehrt worden war, den Seminar FC Lübeck. Der neue Verein verzeichnete zunächst einen großen Mitgliederzuwachs und verbesserte sich auch sportlich, allerdings beschloss die Vereinsführung 1905, dass zukünftig ausschließlich Seminaristen Zugang zum Verein haben sollen. Zahlreiche Spieler mussten daraufhin den Seminar FC nach dem Ende ihrer Ausbildung verlassen und wechselten zum LBC. Wenig später schlossen sich die Seminaristen mit dem kurzfristig bestehenden Lübecker Fußballverein „FC Hohenzollern“ zur Lübecker Sportvereinigung von 1905 (SV 05 Lübeck) zusammen. Die Lübecker SV 05 war neben dem LBC die einzige Mannschaft aus der Hansestadt, die von 1908 bis 1910 im gemeinsamen Spielbetrieb mit Kiel vertreten war und erhielt durch den Beitritt des damals amtierenden Lübecker Bürgermeisters Johann Hermann Eschenburg auch prominente Unterstützung. Insgesamt landete die LSV aber in ihrer Vereinsgeschichte stets hinter den Lübecker Stadtrivalen und verzeichnete nur vereinzelt sportliche Erfolge. Am 22. April 1913 trat der Verein dem Lübecker Ballspiel-Club bei.

#### Lübecker TS und SV Phönix
1907 gründete sich mit Seminar FC Lübeck 1907 erneut ein Seminaristenverein in der Hansestadt, der sich 1912 der Lübecker Turnerschaft anschloss. In den fünf Jahren seines Bestehens stieg der Seminar FC zeitweise zu einer der stärksten Mannschaften Lübecks auf und durfte 1911/12 zudem einmal an der NFV-Meisterschaft teilnehmen (0:9-Niederlage gegen Holstein Kiel). Der Anschluss des zu diesem Zeitpunkt aus 53 Mitgliedern bestehenden Vereins an die Lübecker Turnerschaft war vor allem dadurch bedingt, dass der Turnverein in der Stadt ein höheres Ansehen als die reinen Fußballvereine genoss.
Die seit 1911 bestehende Fußballabteilung der LT wurde 1913 Lübecker Meister, nahm aber an den Qualifikationsspielen zur Norddeutschen Liga, die 1913/14 mit den zehn besten Mannschaften des Norddeutschen Fußball-Verbandes ausgetragen wurde, nicht teil. Erst im Folgejahr strebten die Lübecker einen Aufstieg in die für 1914/15 geplante zweite Saison der neuen Spielklasse an. In der Aufstiegsrunde lieferten sich die Hansestädter ein enges Rennen mit dem HSV-Vorgängerverein Hamburger FC 88, gegen den man im direkten Aufeinandertreffen lange in Führung lag und erst kurz vor dem Spielende den 3:3-Ausgleich hinnehmen musste. Durch einen überraschenden Punktverlust gegen Kilia Kiel landeten die LT-Fußballer am Ende einen Punkt hinter dem HFC und verpassten ein mögliches Entscheidungsspiel. Aufgrund des Ersten Weltkrieges wurde der Ligaspielbetrieb anschließend aber ohnehin unterbrochen. Nach Kriegsende qualifizierten sich die Fußballer der Lübecker TS noch ein weiteres Mal für die Norddeutschen Meisterschaft: 1920 erreichte der Verein mit einem 7:2-Sieg über Preußen Itzehoe das Viertelfinale und schied dort mit 3:6 gegen Holstein Kiel aus.
Im Zuge der Reinlichen Scheidung wurde die Fußballabteilung der LT 1923 als SV Phönix eigenständig. Als eigenständiger Verein bestritt der SVP die Saison 1923/24 mit zwei Mannschaften: Die erste Mannschaft übernahm das Spielrecht der LT in der Bezirksliga Lübeck-Mecklenburg und landete dort mit zwei Punkten Vorsprung vor dem LBV auf dem vierten Platz. Die Reservemannschaft spielte in der zweitklassigen B-Staffel der Gauliga-Lübeck und belegte hinter der SV Polizei Lübeck den zweiten Rang.

### Fußballabteilung des LBV-Phönix

#### 1924–1931: Sportliche Dominanz im Raum Lübeck-Mecklenburg
Sowohl der LBV als auch der SVP verfügten über eine finanziell gut aufgestellte Anhängerschaft, die sich überwiegend aus Vertretern des Lübecker Großbürgertums zusammensetzte. Die Fusionsverhandlungen wurden deshalb vor allen Dingen im Hinblick auf eine weitere Bündelung der infrastrukturellen und finanziellen Möglichkeiten geführt und waren – trotz einer bestehenden sportlichen Rivalität – letztendlich auch erfolgreich: Am 15. April 1924 schlossen sich der Lübecker Ballspielverein und der SV Phönix zum LBV-Phönix zusammen. Nachdem der FC Schwerin 03 die Meisterschaft 1925 noch einmal für sich entschied, spielte der neue Verein fortan eine dominante Rolle im Raum Lübeck-Mecklenburg: Von der Saison 1925/26 bis zur Saison 1930/31 errangen die LBV-Fußballer jedes Jahr den Titel auf regionaler Ebene und durften somit stets an der Norddeutschen Meisterschaft teilnehmen. Während die Lübecker in der Saison 1925/26 noch in der Qualifikationsrunde an Holstein Kiel scheiterten, gelang ihnen 1927 durch ein 3:1 gegen Eintracht Braunschweig zum ersten Mal der Sprung in die Endrunde. Vor 8.000 Zuschauern setzte es zwar im Spiel beim späteren Vizemeister Hamburger SV eine deutliche 9:1-Niederlage, allerdings holte Phönix gegen die drei weiteren Gegner vier Punkte und brachte der Erstplatzierten KSV Holstein mit einem 2:2 im Holstein-Stadion den einzigen Punktverlust der Endrunde bei.

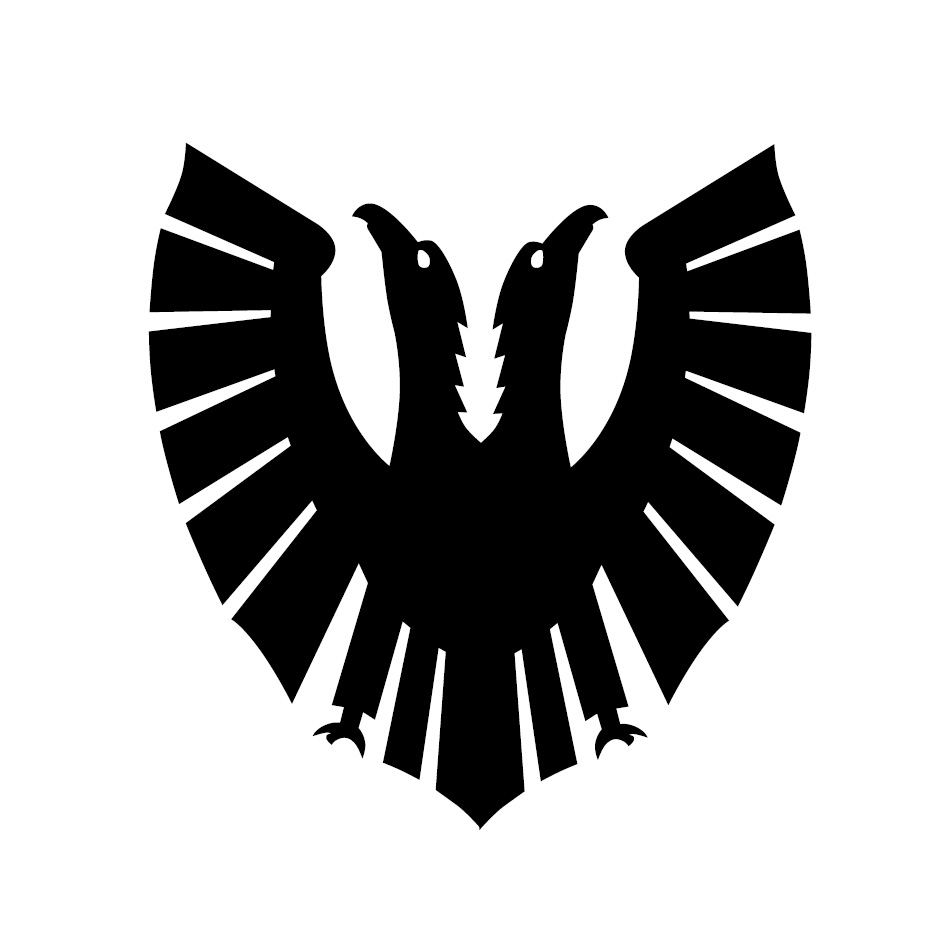
Das Vereinsabzeichen des LBV Phönix

Ein Jahr später musste der LBV in der Qualifikationsrunde ein knappes 2:3 nach Verlängerung gegen St. Pauli Sport hinnehmen, erhielt jedoch in der so genannten Verliererstaffel eine zweite Möglichkeit, sich für die Deutsche Meisterschaft zu qualifizieren. In einer recht ausgeglichenen Runde sicherte sich jedoch Union 03 Altona den Relegationsplatz gegen den Zweitplatzierten der Siegerstaffel. Nachdem man 1929 abermals in der ersten Runde nach Verlängerung ausschied (dieses Mal durch ein 3:4 gegen Werder Bremen), gelang 1930 ein souveräner 5:1-Erstrundenerfolg gegen den Bremer SV. Im anschließenden Viertelfinale konnte man gegen den haushohen Favoriten des Hamburger SV überraschend gut mithalten: Nach einem frühen 0:1-Rückstand drehten die Lübecker vor 5.000 Zuschauern im eigenen Stadion an der heutigen Travemünder Allee das Spiel innerhalb von nur fünf Minuten und gingen mit 2:1 in Führung. Nach und nach wurden die Hamburger ihrer Favoritenrolle jedoch gerecht und gewannen schlussendlich noch mit 5:2. 1931 gelangten die LBV-Fußballer mit einem 4:3-Erfolg gegen den FC St. Pauli ein weiteres Mal über die erste Runde hinaus und hielten im Viertelfinale gegen den amtierenden Deutschen Vizemeister der Kieler SV Holstein erneut sehr gut mit. Am Ende verhinderten aber auch die Kieler eine Überraschung und setzten sich mit 2:1 durch.
Außerhalb des Ligaspielbetriebs dominierten die Spieler des LBV-Phönix in diesen Jahren auch die Auswahl des NFV-Bezirks Lübeck-Mecklenburg. In einem Freundschaftsspiel gegen den damaligen ungarischen Amateurmeister kamen mit Bohnsack, Arnold, Gellert, Schaar und Gareis fünf der elf Spieler aus den Reihen der Lübecker. Nach und nach büßte die LBV-Elf allerdings ihre sportliche Vormachtstellung in der Region wieder ein und wurde 1932 erstmals seit sieben Jahren nur noch Vizemeister hinter der SV Polizei Lübeck. Bei ihrer letzten Teilnahme an der NFV-Meisterschaft – die in dieser Saison bereits in der ersten Phase als Rundenturnier ausgespielt wurde – schieden die Lübecker nach drei Spielen ohne Punktgewinn in der Vorrunde aus. In der Saison 1932/33 rutschte der Verein schließlich bis auf den vierten Rang ab; da der Region Lübeck-Mecklenburg nur zwei Plätze für die Gauliga Nordmark zustanden, misslang dem LBV-Phönix somit die Qualifikation für die neue Spielklasse.

#### 1933–1945: Zwischen Gauliga und Zweitklassigkeit
1933/34 wurden die Zweitliga-Vereine aus Lübeck und den angrenzenden Kreisen in die West-Staffel der Bezirksklasse Lübeck-Mecklenburg eingeteilt, die acht Mannschaften umfasste. In ihrer ersten Saison in der Bezirksklasse waren die Hansestädter nicht am Kampf um die Meisterschaft beteiligt und standen in der Rückrunde zeitweise an vorletzter Stelle. Die folgende Spielzeit beendete mit einer Gebietsreform die langjährige Anbindung der Vereine aus der Region Lübeck an den Bezirk Mecklenburg. Obwohl Lübeck und Eutin erst 1937 mit dem Groß-Hamburg-Gesetz nach Preußen eingegliedert werden sollten, erfolgte bereits in diesem Jahr der Anschluss an den Spielbetrieb in Schleswig-Holstein. Die erste Saison in der neuen Region verlief dabei sehr erfolgreich: Zum Abschluss der Hinrunde besiegte der LBV-Phönix den Meisterschaftskonkurrenten des VfR Neumünster mit 5:4 und setzte sich nach einer mit 18:0 Punkten gewonnenen Herbstmeisterschaft auch am Saisonende knapp vor dem VfR durch. Damit verbunden war die Berechtigung zur Teilnahme an der Gauliga-Aufstiegsrunde, die Phönix nach dem Rückzug der Polizei Kiel zunächst auf Platz drei abschloss. Ein Protest führte jedoch dazu, dass die drei gleichplatzierten Mannschaften – Phönix, Hermannia Veddel und Adlero Neustadt-Glewe – noch eine weitere Entscheidungsrunde ausspielen mussten, um den zweiten Aufsteiger zu ermitteln. Phönix gewann diese Runde mit 4:0 Punkten und kehrte somit in die Erstklassigkeit zurück.
Die Mannschaft um Hauptleistungsträger Otto Carlsson erreichte in ihrer ersten Gauliga-Spielzeit den siebten Platz und sicherte den Klassenerhalt mit deutlichem Vorsprung vor Union Altona. Auch ein Jahr später hielt sich der mittlerweile von Albert Eschenlohr trainierte LBV im Mittelfeld der Liga und landete nur aufgrund des schlechteren Torquotienten hinter dem Stadtrivalen SV Polizei Lübeck. 1938 erzielte der Verein durch sein überraschend gutes Abschneiden im Tschammerpokal erstmals auch überregionale Erfolge: Nach einem 2:1-Auswärtssieg bei Borussia Dortmund und einem 3:2-Erfolg über Arminia Bielefeld zogen die Norddeutschen in das Achtelfinale gegen Blau-Weiß 90 Berlin ein, das sie knapp mit 0:1 verloren. Im Liga-Spielbetrieb gerieten die Phönix-Fußballer allerdings erstmals in Abstiegsnot und mussten die Klasse am Ende mit zwei Punkten Rückstand auf Altona 93 verlassen.
In der Bezirksliga zeigte sich der LBV deutlich überlegen und kehrte nach nur einem Jahr in die höchste Spielklasse zurück, die später in Bereichsliga Nordmark umbenannt wurde. Hier konnte Phönix jedoch nur zu drei Spielen antreten und musste sich anschließend zurückziehen. Die kommenden Spielzeiten wurden immer stärker von den Weltkriegs-Geschehnissen beeinflusst, wobei die Lübecker in den nächsten vier Jahren noch zwei Mal in einer „erstklassigen“ Liga vertreten waren: 1942/43 nahmen sie an der Gauliga Schleswig-Holstein teil, in der sie den vorletzten Platz belegten. Zwei Jahre später gehörten die „Adlerträger“ erneut zu den Teilnehmern der Gauliga Schleswig-Holstein, die angesichts des nahenden Kriegsendes in die Staffeln Kiel und Lübeck aufgeteilt wurde. Die Runde wurde nicht vollständig beendet, nach zehn Spielen holte der LBV-Phönix 16:4 Punkte und lag auf dem zweiten Rang hinter der SG Ordnungspolizei Lübeck. Gegen die SG OrPo wurde mit einem Freundschaftsspiel am 8. April 1945 auch die letzte Begegnung vor der Kapitulation der Wehrmacht ausgetragen.

#### 1945–1957: Spielzeiten in der Amateurliga Schleswig-Holstein
Bereits in den ersten Monaten nach dem Kriegsende kam es wieder zu inoffiziellen Fußballspielen in der besetzten Hansestadt. Ein erstes Freundschaftsspiel zwischen den – noch nicht wieder als Vereinen zugelassen – Rivalen des LBV und der SG OrPo fand im Sommer auf dem Lübecker Burgfeld statt und endete nach einer zwischenzeitlichen 4:0-Führung des Phönix mit 6:6. Der offizielle Spielbetrieb wurde am Ende des Jahres 1945 im Rahmen der „A-Klasse im Bezirk Lübeck“ wieder aufgenommen, wurde aber aufgrund des engen Terminplans nicht vollständig ausgetragen. Die LBV-Fußballer beendeten diese Staffel auf dem zweiten Rang hinter dem deutlich überlegenen und verlustpunktfreien Lokalrivalen VfB Lübeck, der mittlerweile aus einer Fusion des Arbeitersportvereins BSV Vorwärts Lübeck und der SG Ordnungspolizei Lübeck entstanden war. In der Spielzeit 1946/47 ging es für den Phönix um die Qualifikation für die erstklassige Oberliga Nord, die von der Saison 1947/48 an die höchste Spielklasse der zukünftigen Länder Bremen, Hamburg, Niedersachsen und Schleswig-Holstein bilden sollte. In der Ersten Klasse Lübeck, Staffel B wurde Phönix vor Eutin 08 souverän Meister und durfte damit an der Ausscheidung um einen der beiden Schleswig-Holsteinischen Plätze in der Oberliga teilnehmen. Hier unterlag man nach einem Erfolg in der ersten Runde gegen den VfB Kiel dem Itzehoer SV knapp und verpasste den Sprung in die letzte Qualifikationsrunde.
Durch den zeitgleichen Aufstieg des VfB Lübeck war Phönix damit zwar weiterhin die zweitstärkste Kraft in der nicht mehr eigenständigen Hansestadt Lübeck – das verhältnismäßig gute Abschneiden in der Vorsaison sicherte jedoch die souveräne Qualifikation für die Ost-Staffel der neuen Landesliga Schleswig-Holstein. Hier stand bereits in der Spielzeit 1947/48 die nächste Qualifikationssaison an, da die höchste Landesspielklasse zügig aus ihrer dreigleisigen Austragungsform in eine Staffel überführt werden sollte. Der LBV musste in der neuen Landesliga Ost mindestens den vierten Platz belegen, was dem Verein auch recht sicher gelang. Er verpasste als Vizemeister allerdings die Teilnahme an der Landesmeisterschaft, deren Sieger Schleswig-Holsteins Vertreter in der Aufstiegsrunde zur Oberliga werden sollte. Auch 1949 waren die Lübecker bereits einige Spieltage vor Schluss aus dem Meisterschaftsrennen zwischen dem Itzehoer SV und Eutin 08 ausgeschieden und belegten am Ende den vierten Rang.
Insbesondere zur Saison 1949/50 herrschte an der Travemünder Allee anschließend wieder Aufbruchstimmung: Zur neuen Spielzeit kam der ehemalige VfB-Trainer Peter Tietz und formte einen Kader, in dem insbesondere junge Spieler wie Fritz Kuchenbrandt und Heini Bruhn eine wichtige Rolle spielten. Nachdem der Verein die Hinrunde mit nur einem Minuspunkt überstehen konnte, verlor er am 13. Spieltag nach drei verschossenen Elfmetern gegen Flensburg 08 und brachte seinen großen Vorsprung nicht ins Ziel. Zu einem Eklat kam es darüber hinaus am 12. Spieltag, als Phönix im Spiel gegen Gut-Heil Neumünster den nicht spielberechtigten Spieler Wrobel eingesetzt hatte, der im Jahr zuvor noch bei Gut-Heil spielte. Die zwei Punkte wurden den Lübeckern am Ende der Saison abgezogen. Auch in den folgenden Spielzeiten gehörten die „Adlerträger“ zu den Spitzenmannschaften der Liga: 1952/53 verpflichteten sie unter anderem Kurt Dittmer und Walter Rother vom Itzehoer SV und schafften mit den neuen Akteuren auf Anhieb den Einzug in die Aufstiegsrunde zur Oberliga Nord. Aus den Spielen gegen den SC Victoria Hamburg, Bremen 1860 und den VfB Oldenburg holten die Weiß-Rot-Blauen jedoch nur einen Punkt und landeten abgeschlagen auf dem letzten Platz. Weitere Verstärkungen für den Ligakader brachte indes die Jugendabteilung hervor, die von 1948 bis 1951 vier Mal in Folge die Landesmeisterschaft der Jungmannen gewann.
23 Jahre nach der verpassten Qualifikation für die Gauliga bedeutete die Vizemeisterschaft 1956, dass Phönix erstmals wieder zur Nummer eins in der Hansestadt wurde. In der anschließenden Aufstiegsrunde setzte sich mit dem SC Concordia zwar erneut eine Hamburger Mannschaft durch, allerdings hielten die Fußballer von der Travemünder Allee wesentlich besser mit als bei ihrer ersten Aufstiegsrunden-Teilnahme und belegten vor dem VfB Peine und punktgleich mit dem Bremer SV den zweiten Platz. In der kommenden Spielzeit musste man zwar den Lokalrivalen des VfB wieder vorbeiziehen lassen, allerdings erhielt der LBV als Vizemeister zum dritten Mal die Gelegenheit, in die Oberliga aufzusteigen: Nachdem die Lübecker im eigenen Stadion nicht über ein 2:2 gegen den TSV Uetersen hinauskamen und eine Woche später beim Bremer SV mit 0:3 verloren, war die Ausgangslage zunächst äußerst ungünstig. Mit nur einem Punktverlust aus den letzten vier Spielen gelang schlussendlich aber doch noch der Sprung in die Erstklassigkeit: Ein Tor von Heinz Ranzog beim TSV Uetersen und eine Niederlage des hochfavorisierten VfB Oldenburg beim Bremer SV machten den Aufstieg am letzten Spieltag perfekt. Da auch der benachbarte VfB seine Gruppe gewann, wurde Lübeck zur einzigen Stadt in Schleswig-Holstein sowie zur – nach Hamburg, Bremen, Hannover und Osnabrück – fünften Stadt im NFV-Gebiet, die mit mindestens zwei Vereinen in der höchsten Spielklasse des Regionalverbandes vertreten war.

#### 1957–1971: Aufstiege in die Oberliga und Regionalliga
Der zu diesem Zeitpunkt finanziell gut aufgestellte Verein verpflichtete zur ersten Oberligaspielzeit unter anderem Reinhold Ertel und Erich Neupert, um sich in der ersten Spielklasse schnellstmöglich zu etablieren. Nach einer 0:3-Auftaktniederlage vor 16.000 Zuschauern gegen den Hamburger SV setzte sich Phönix insbesondere im ersten Drittel der Saison in der oberen Tabellenhälfte fest und belegte nach dem zwölften Spieltag den zweiten Platz hinter dem HSV. Ein anschließender Negativ-Lauf führte jedoch dazu, dass die LBV-Fußballer sich bereits zu Beginn der Rückrunde im Abstiegskampf wiederfanden, der bis zum Saisonende andauern sollte. Erst am letzten Spieltag zogen sie durch einen Punktgewinn am Stadtrivalen VfB vorbei, der durch eine 0:2-Niederlage bei Altona 93 auf den Abstiegsplatz rutschte. Zum allerersten Mal in seiner Vereinsgeschichte war der Phönix damit der einzige Verein, der die Hansestadt Lübeck in der Erstklassigkeit vertrat.

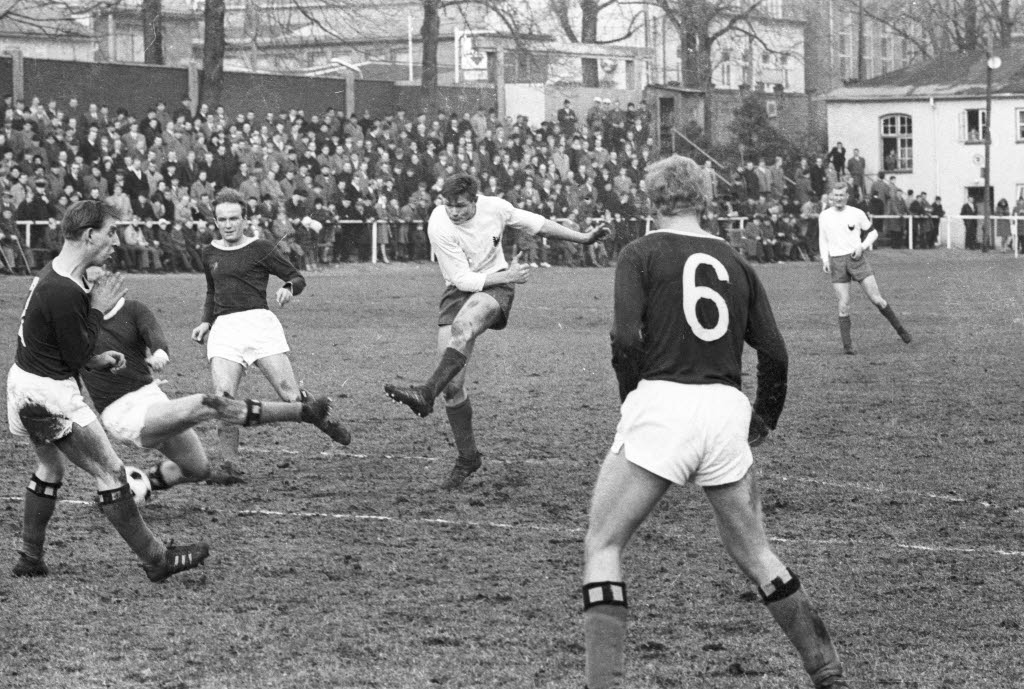
Spielszene VfB Kiel – 1. FC Phönix Lübeck aus der Saison 1966/67

 Für die folgende Spielzeit verstärkten sich die Weiß-Rot-Blauen erneut mit namhaften Neuzugängen, auch wenn einige von ihnen – wie zum Beispiel der Angreifer Erich Dziwoki – die in sie gesetzten Erwartungen nicht erfüllen konnten. Dementsprechend verbrachten die Lübecker auch die Saison 1958/59 stets am unteren Tabellenende und beendeten die Hinrunde auf dem letzten Tabellenplatz. Nur aufgrund einer Siegesserie im zweiten Drittel der Spielzeit konnte sich der Verein, der mit rund 7.500 Besuchern pro Spiel den höchsten Zuschauerschnitt der Oberligisten aus Schleswig-Holstein verzeichnen konnte, in der ersten Klasse halten. Schließlich verpassten die Hansestädter auch in der dritten und letzten Oberliga-Spielzeit ihrer Geschichte das Ziel, mit Hans Krämer und weiteren erfahrenen Spielern eine Platzierung im gesicherten Mittelfeld zu erreichen. Obwohl sie nach einem 2:0-Auftaktsieg gegen Eintracht Osnabrück als Tabellenführer in die Saison starteten, war auch diese Saison vom stetigen Kampf um den Klassenerhalt geprägt. Nachdem sich Phönix zwei Jahre zuvor noch knapp vor dem VfB den Verbleib in der Erstklassigkeit sicherte, war es diesmal der Lokalrivale, der mit einem knappen Vorsprung die Oberliga-Zugehörigkeit wahrte und somit wieder zur sportlichen Nummer eins in der Hansestadt wurde.
1961/62 konnte der Verein noch einmal um den Aufstieg in die erste Liga kämpfen, schaffte die Qualifikation zur Aufstiegsrunde aber trotz eines 4:2-Siegs über den favorisierten Oberliga-Absteiger VfB Lübeck vor 10.000 Zuschauern nicht. Mit der Neugestaltung der Spielklassen auf DFB- und NFV-Ebene misslang dem Phönix in der Folgesaison auch die Qualifikation zur neuen Regionalliga Nord, so dass die LBV-Fußballer 1963 zum ersten Mal in ihrer Vereinsgeschichte in die Drittklassigkeit abstiegen. Während die Ligamannschaft hier zunächst nicht über einen Platz im Mittelfeld der Landesliga Schleswig-Holstein herauskommen konnte, feierten die A-Jugendlichen des LBV, zu denen unter anderem Jochen Aido zählte, durch einen 4:3-Sieg über Werder Bremen 1964 den Gewinn der Norddeutschen A-Jugend-Meisterschaft. Vor allen Dingen die Erfolge der Jugendarbeit, aber auch die Neuzugänge um Peter Nogly und die Leistungen erfahrener Akteure wie „Janni“ Iden, ermöglichten es den Lübeckern, den sportlichen Anschluss an die Landesrivalen wiederherzustellen und 1967 in die zweitklassige Regionalliga aufzusteigen.

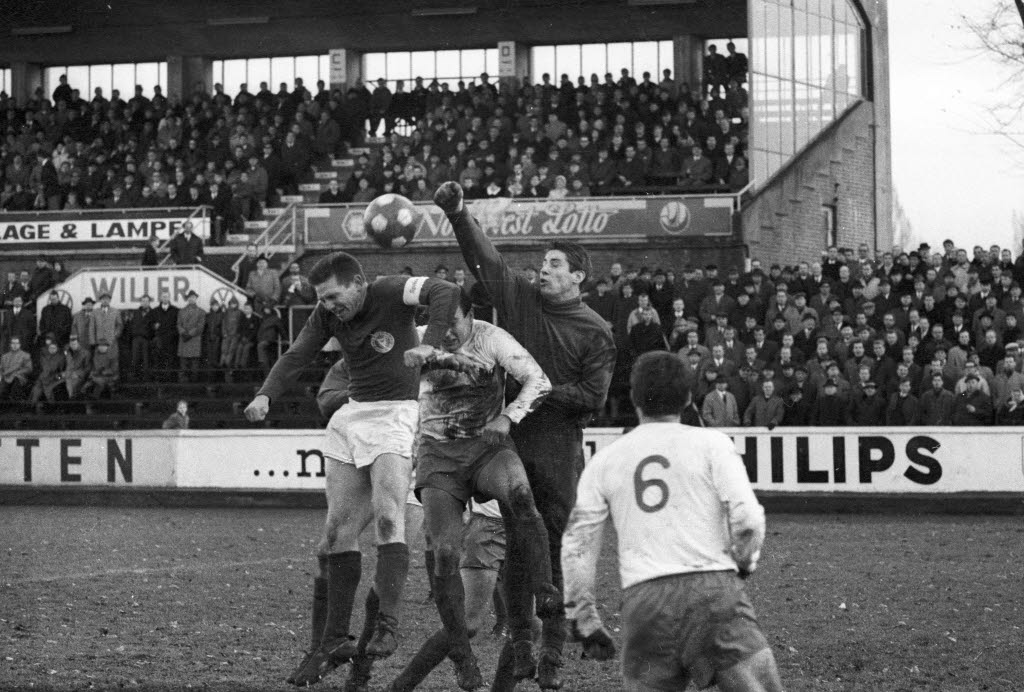
Spielszene Holstein Kiel – 1. FC Phönix Lübeck aus der Saison 1967/68

In der Regionalliga waren insbesondere die ersten beiden Spielzeiten von Erfolgen geprägt. 1967/68 sorgte eine starke Hinrunde dafür, dass die Lübecker lange Zeit realistische Aussichten auf die Qualifikation für die Aufstiegsrunde zur Fußball-Bundesliga hatten. So standen sie – nachdem sie die Herbstmeisterschaft mit einem Punkt Rückstand auf Arminia Hannover verpasst hatten – noch am 20. Spieltag an der Tabellenspitze. In dieser Saison-Phase brachten sich die „Adlerträger“ mit vier Niederlagen in Folge um ihre gute Ausgangsposition und schlossen die Saison schlussendlich auf dem sechsten Tabellenplatz ab. Nichtsdestotrotz stellt die Saison 1967/68 eine Besonderheit in der Nachkriegsgeschichte der Lübecker dar: Zum ersten und bisher einzigen Mal seit seiner Zugehörigkeit zu Schleswig-Holstein stellte der Verein die erfolgreichste Mannschaft des Bundeslandes. Mit etwa 4.600 Besuchern pro Spiel lag man auch im Bereich des Zuschauerinteresses vor den Landesrivalen des VfB Lübeck, der KSV Holstein und des Itzehoer SV. In der Saison 1968/69 waren die Lübecker zwar überwiegend im Mittelfeld platziert und mussten die Rolle als Nummer eins in Schleswig-Holstein wieder dem VfB überlassen, mit 38:26 Punkten gelang es ihnen jedoch, den sechsten Tabellenplatz zu verteidigen und die sportlich erfolgreichste Bilanz seiner Regionalliga-Zugehörigkeit zu erreichen.

### 1. FC Phönix Lübeck

#### 1971–1994: Abstieg aus dem überregionalen Fußball

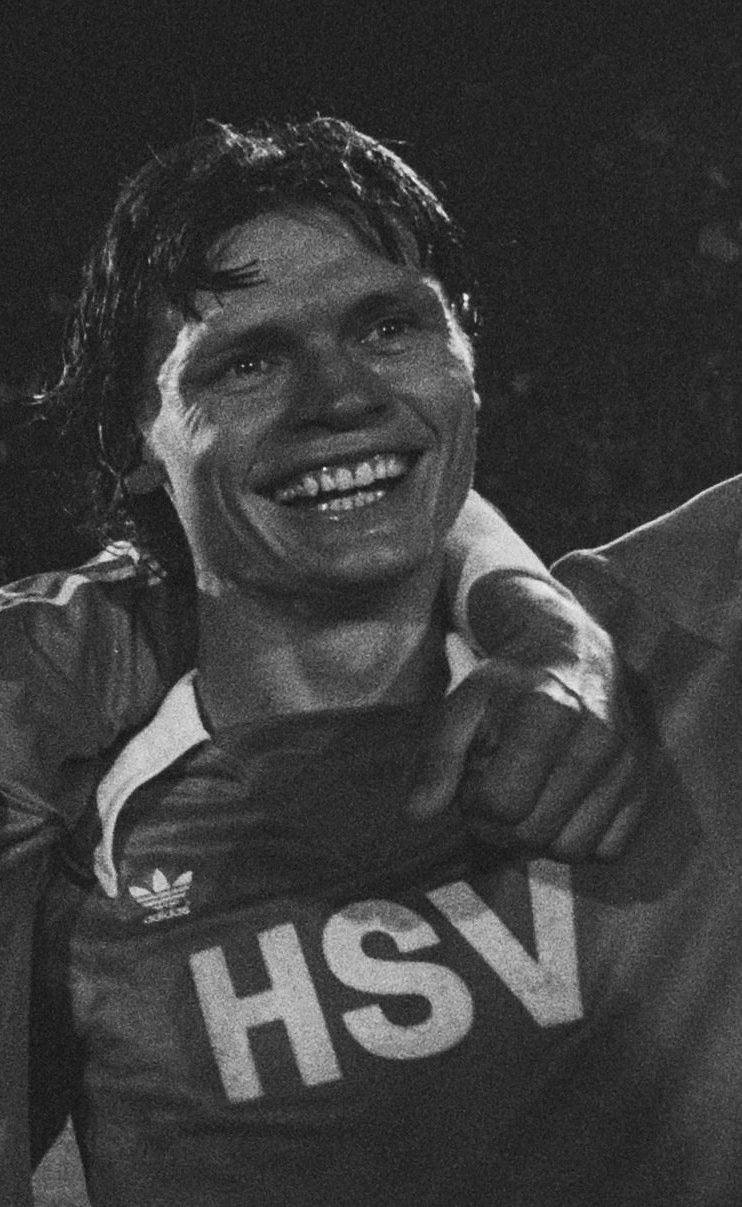
Der frühere Phönix-Spieler und -Trainer Peter Nogly

1971 wurde die Fußballabteilung des LBV-Phönix als 1. FC im LBV-Phönix unabhängig. Der neu gegründete Verein nimmt in seiner Satzung Bezug auf die Fußball-Tradition des Vorgängervereins LBC und wurde vom Gesamtverein sowie vom DFB als Nachfolger der Fußballabteilung im LBV-Phönix anerkannt. Dass die Abteilung ausgegliedert wurde, war auf finanzielle Probleme zurückzuführen, die innerhalb des LBV-Phönix zu Auseinandersetzungen führten und zunehmend auch Auswirkungen auf den sportlichen Kurs der Fußball-Herren hatten. 1972 konnte der Verein zwar noch einmal den achten Platz der Regionalliga erreichen, in ihrer letzten Saison in der Zweitklassigkeit belegten die Weiß-Rot-Blauen jedoch den letzten Platz und verpassten die Qualifikation für die 2. Fußball-Bundesliga deutlich. Im Anschluss an die Saison mussten die Lübecker gemeinsam mit vier weiteren Vereinen aus Schleswig-Holstein um zwei Plätze in der Amateuroberliga Nord kämpfen. Durch Siege gegen den VfL Pinneberg und den VfR Neumünster sowie einem Unentschieden gegen den Büdelsdorfer TSV und einer Niederlage gegen den Itzehoer SV qualifizierte sich der 1. FC Phönix knapp für die neu gegründete Spielklasse. Auch in der dritten Liga konnte der Verein den Negativtrend der vergangenen Jahre jedoch nicht aufhalten: Mit sieben Punkten Rückstand auf die SpVgg Bad Pyrmont musste er nicht nur den zweiten Abstieg innerhalb von zwei Jahren hinnehmen, sondern verzeichnete mit nur noch 530 Besuchern pro Begegnung auch einen deutlichen Einbruch bei den Zuschauerzahlen.
Nach dem Abstieg aus der Oberliga Nord war der 1. FC Phönix Lübeck somit zum ersten Mal in seiner Vereinsgeschichte nur noch viertklassig und trat in der Verbandsliga Schleswig-Holstein an. Obwohl mittlerweile deutlich weniger Zuschauer zu den Spielen des Phönix kamen und viele Sponsoren bereits abgesprungen waren, gelang 1978 die letztmalige Rückkehr in die Drittklassigkeit: Unter Trainer Bernd Emerich holten die Lübecker die Landesmeisterschaft und qualifizierten sich durch einen 5:2-Sieg über den SV/MTV Winsen/Luhe zum zweiten Mal für die Amateuroberliga. Insbesondere aufgrund einer schlechten Rückrunde gelang der Verbleib im überregionalen Fußball aber auch in dieser Saison nicht. In den folgenden Verbandsliga-Spielzeiten entwickelte sich das Team zunehmend zu einer Mittelfeldmannschaft, die eher um den Klassenerhalt als um die Rückkehr in die Amateuroberliga kämpfte. 1985 geriet die inzwischen von Manfred Bomke trainierte Elf erstmals in größere Abstiegsnöte und rettete sich erst am letzten Spieltag, indem sie einen 1:2-Rückstand beim TSV Plön noch durch zwei späte Tore (88. und 92. Minute) drehte.
Mitte der 1980er-Jahre schien der 1. FC Phönix für kurze Zeit wieder an erfolgreichere Zeiten anknüpfen zu können: 1985/86 gewann der Verein beide Stadtderbys und belegte zum bisher letzten Mal die beste Platzierung aller Lübecker Mannschaften. Auch in den kommenden beiden Spielzeiten waren die Lübecker lange Zeit im Rennen um einen Platz in der Aufstiegsrunde zur Oberliga Nord, schafften aber sowohl 1987 als auch 1988 nicht den Sprung auf einen der ersten beiden Plätze. Auf die drei Jahre im oberen Tabellendrittel der Liga folgte die schlechteste Verbandsliga-Saison der Vereinsgeschichte, an deren Ende man mit zehn Punkten Rückstand erstmals den Gang in die Fünftklassigkeit antreten musste. Auch in der Landesliga konnte Phönix sich nur für ein Jahr halten, ehe mit dem 13. Platz in der sechstklassigen Bezirksliga der vorläufige sportliche Tiefpunkt erreicht wurde. Zu diesem Zeitpunkt kam es jedoch zu einer überraschenden Wende: Auf den Durchmarsch aus der vierten in die sechste Liga folgte mit zwei Aufstiegen innerhalb von zwei Jahren die ebenso schnelle Rückkehr in die Verbandsliga. Dort war im Zuge einer Ligareform eine Platzierung in der oberen Tabellenhälfte notwendig, um sich für die Oberliga Hamburg/Schleswig-Holstein zu qualifizieren. Mit einem fünften Platz wurde die neue Spielklasse sicher erreicht, wodurch die Hansestädter erstmals seit zwanzig Jahren wieder in einer überregionalen Spielklasse vertreten waren.

#### 1994–2017: Spielzeiten in der Oberliga und Rückzug in die Siebtklassigkeit
Der Verein, der weiterhin mit einer finanziell schwierigen Situation zu kämpfen hatte, konnte die gute Platzierung aus der Saison 1993/94 auch in der Oberliga Hamburg/Schleswig-Holstein zunächst bestätigen: In seiner ersten Saison erreichte er abermals den fünften Platz und holte gegen den Meister und Regionalliga-Aufsteiger des FC St. Pauli II drei von vier möglichen Punkten. In der folgenden Saison, die erstmals nach der Drei-Punkte-Regel ausgetragen wurde, mischten die Lübecker zwar im Abstiegskampf mit, konnten sich aber mit zwei Punkten Vorsprung vor dem ASV Bergedorf 85 zunächst noch retten. Ein Jahr später mussten sie mit einem großen Rückstand von 14 Punkten schließlich den ersten Abstieg seit sieben Jahren hinnehmen. Trotz einer ungünstigen Ausgangslage kehrten die Fußballer von der Travemünder Allee aber noch ein weiteres Mal in die Oberliga zurück: 1998 gelang dem 1. FC Phönix die Vizemeisterschaft in der Verbandsliga Schleswig-Holstein, die zur Teilnahme an den Aufstiegsspielen gegen den Hamburger Vizemeister berechtigte. Nach einer 0:2-Heimniederlage im Hinspiel gegen den Glashütter SV setzten sich Fußballer von der Travemünder Allee in Norderstedt mit 4:1 nach Verlängerung durch.
Die großen finanziellen Probleme und das deutlich gesunkene Zuschauerinteresse sorgten 1999 jedoch dafür, dass der Vorstand den Beschluss fasste, die erste Herrenmannschaft in die Bezirksliga zurückzuziehen. Der Verein war dadurch nur noch siebtklassig und sollte auch die kommenden beiden Jahrzehnte stets im unterklassigen Fußball verbringen. Im Zuge einer Ligareform nahm der FCP ab 2008/09 erstmals am Spielbetrieb auf Kreisebene teil, der zunächst in der gemeinsamen Kreisliga Lübeck/Lauenburg und ab 2011 in der eigenständigen Kreisliga Lübeck ausgetragen wurde. Mit dem 13. Platz auf der siebten Ligaebene im Jahr 2011 wurde zu dieser Zeit auch die bisher schlechteste Platzierung der Vereinsgeschichte erzielt.
Vier Jahre später sollte es den Hansestädtern schließlich gelingen, den Anschluss an die oberen Landesspielklassen wiederherzustellen. Nachdem zwei Aufstiege schon 2005 und 2012 jeweils für eine kurze Rückkehr in die Bezirksoberliga und Verbandsliga Süd-Ost sorgten, behauptete sich der 1. FC Phönix Lübeck ab 2015 wieder dauerhaft oberhalb der siebten Spielklassenebene. Einem knappen Klassenerhalt in der Verbandsliga Süd-Ost folgte eine weitere Ligareform, in deren Rahmen die vier Verbandsliga-Staffeln 2017 durch zwei Landesligen ersetzt werden sollten. Die hierfür notwendige Platzierung in der oberen Tabellenhälfte erreichte der Verein sicher.

#### Seit 2017: Rückkehr in den überregionalen Fußball
Die mittlerweile vom ehemaligen Regionalliga-Trainer Denny Skwierczynski trainierte Mannschaft spielte in der neuen Spielklasse auf Anhieb eine gute Rolle und verpasste die Relegationsspiele zur Oberliga Schleswig-Holstein mit dem dritten Platz nur knapp. Ein Jahr später kehrten die Lübecker zum ersten Mal seit über zwei Jahrzehnten in die höchste Landesspielklasse zurück. Insbesondere durch zahlreiche Neuverpflichtungen vom zurückgezogenen Vorjahresmeister NTSV Strand 08 wurden den Aufsteigern auf Anhieb gute Chancen auf die Meisterschaft eingeräumt. Die Saison 2019/20 wurde aufgrund der COVID-19-Pandemie vom Schleswig-Holsteinischen Fußballverband im März unterbrochen und im April abgebrochen. Der 1. FC Phönix Lübeck stand zu diesem Zeitpunkt nach 20 von 30 Spielen auf dem 1. Platz vor dem punktgleichen SV Todesfelde, der jedoch ein Spiel weniger absolviert hatte. Aufgrund einer Quotientenregelung wurde der SV Todesfelde (2,47 Punkte) vor den Lübeckern (2,35 Punkte) zum Meister erklärt. Aus der Oberliga Schleswig-Holstein reichte allerdings nur der 1. FC Phönix Lübeck Zulassungsunterlagen zur kommenden Saison der Regionalliga Nord ein. Der für die Regionalliga Nord zuständige Norddeutsche Fußball-Verband beschloss ebenfalls den Abbruch der Saison und dass auf eine Aufstiegsrunde der untergeordneten Oberligen verzichtet werde, wodurch es fünf direkte Aufsteiger (Oberliga Schleswig-Holstein, Oberliga Hamburg, Bremen-Liga und zwei Mannschaften aus der Oberliga Niedersachsen) gab.
Phönix kehrte zur Saison 2020/21 somit zum ersten Mal seit 1998 in die 4. Liga zurück, in der sie erstmals seit dem Abstieg aus der Amateuroberliga 41 Jahre zuvor auch wieder im gesamten Gebiet des Norddeutschen Fußballverbandes aktiv sein werden. Aufgrund der nach wie vor durch die COVID-19-Pandemie geprägten Situation wurde die Regionalliga dabei zunächst in zwei aus elf Mannschaften bestehenden Vorrundenstaffeln ausgespielt. Die jeweils 5 besten Mannschaften spielten in einer Meisterrunde den Teilnehmer für die Aufstiegsspiele zur 3. Liga, die jeweils 6 schlechtesten Mannschaften die Absteiger aus. Phönix Lübeck wurde mit den Teams aus Schleswig-Holstein (5) und Hamburg (4) sowie den beiden nördlichsten Vereinen aus Niedersachsen (SV Drochtersen/Assel und Lüneburger SK Hansa) in die Nord-Staffel eingeteilt, die allerdings pandemiebedingt nicht regulär beendet wurde. Zum Zeitpunkt des Abbruchs hatten die Hansestädter 15 Punkte aus neun Spielen geholt und belegten in der nach der Quotientenregelung berechneten Abschlusstabelle den dritten Platz. Nachdem der 1. FC Phönix sich 2021/22 den Klassenerhalt als elftbeste der 21 Regionalliga-Mannschaften sicherte, war der Verein in der Folgesaison bis zum letzten Spieltag in den Abstiegskampf verwickelt. Im vierten Regionalligajahr belegten die Lübecker schließlich den 3. Platz. Zudem wurde im Mai 2024 mit einem 3:1-Sieg gegen den Oberligisten SV Todesfelde der schleswig-holsteinische Pokal gewonnen. Dies war gleichbedeutend mit der Qualifikation für den DFB-Pokal und bei der Auslosung in der ersten Runde des Wettbewerbs zog der 1. FC Phönix Lübeck das „große Los“, als ihnen der Champions-League-Finalist Borussia Dortmund zugelost wurde. Naheliegend war, die Partie im Stadion an der Lohmühle, der Heimstätte des VfB Lübeck, austragen zu lassen und die „Hausherren“ zeigten sich dabei „grundsätzlich gesprächsbereit“, reduzierten sogar den „marktüblichen Mietpreis“, die Lohmühle war als Ausweichspielstätte bald vom Tisch. Grund hierfür war, dass die „Pappelkurve“, in der die aktive Fanszene des VfB steht, nicht zur Verfügung gestellt wurde. Beim Rostocker Ostseestadion, der „Heimat“ von Hansa Rostock, besteht das Problem, dass die „Kogge“ selbst auch ein Heimspiel in der ersten Runde hat. Die Partie wurde schließlich im Hamburger Volksparkstadion ausgetragen. Das Pokalspiel am 17. August 2024 endete mit einem 4:1-Sieg des BVB, wobei 50.971 Zuschauer dieser Partie beiwohnten und Phönix Lübeck somit einen neuen Zuschauerrekord aufstellte.

### Ligazugehörigkeit
Mit dem Aufstieg in die Regionalliga Nord 2020/21 verzeichneten die Herren des 1. FC Phönix Lübeck und seiner Vorgängervereine den insgesamt 30. Spielklassenwechsel seit 1903. In zehn weiteren Jahren erfolgten Ligareformen, in deren Verlauf Phönix zwar auf der gleichen Ligaebene blieb, in der Folgesaison jedoch in einer Spielklasse mit neuem Namen oder einem veränderten geographischen Zuschnitt antreten musste.

### Teilnahme an weiteren Wettbewerben
Auf nationaler Ebene war Phönix bisher zwei Mal im DFB- oder Tschammerpokal vertreten. Das beste Ergebnis erzielten die Norddeutschen bei ihrer ersten Teilnahme im Jahr 1938, als sie Borussia Dortmund und Arminia Bielefeld bezwingen konnten und im Achtelfinale an Blau-Weiß 90 Berlin scheiterten. Neben den Landesrivalen KSV Holstein und VfB Lübeck, die jeweils einmal bis ins Halbfinale vorstießen, sowie dem Heider SV ist Phönix Lübeck einer von vier Vereinen aus Schleswig-Holstein, der die Runde der letzten 16 erreichen konnte. 1976/77 nahm der 1. FC ein zweites Mal am nationalen Pokal teil, schied dort aber bereits in der ersten Runde durch eine 0:2-Niederlage gegen Eintracht Bad Kreuznach aus.
In seiner Vereinsgeschichte nahm Phönix Lübeck darüber hinaus an verschiedenen Pokalen auf Regional- und Landesverbandsebene teil. Der NFV-Pokal wurde erstmals in den Jahren 1924 bis 1928 ausgespielt, wobei die Lübecker bei ihrer einzigen Teilnahme das Finale erreichten und mit 1:3 gegen Holstein Kiel verloren. Nach dem Krieg führte der Norddeutsche Fußballverband den Wettbewerb mit wechselnden Austragungsmodi fort und ermittelte auf diese Weise von 1952 bis 1974 die NFV-Teilnehmer am DFB-Pokal. Phönix nahm an insgesamt neun Auflagen des Norddeutschen Pokals teil, überstand die erste Runde jedoch nur in den Jahren 1960, 1968 und 1971. Zur erfolgreichsten Spielzeit wurde – wie im Ligaspielbetrieb – die Saison 1967/68, als die Lübecker mit Siegen über Altona 93 und Holstein Kiel die letzte Runde erreichten. Dort verpassten sie durch eine 2:3-Niederlage gegen den Langenhorner TSV jedoch den Einzug in den DFB-Pokal. Nach 1974 wurden die regionalen Teilnehmer am DFB-Pokal über die Landesverbände vergeben, weshalb dem SHFV-Pokal nun größere Bedeutung zukam. Der 1. FC Phönix Lübeck sicherte sich mit seinem Sieg im Finale 1975/76 den ersten und bisher einzigen Titel im Landespokal.
Weiterhin nahmen die Hansestädter zwei Mal an der Deutschen Amateurmeisterschaft teil: 1954 trafen sie in ihrer Vorrundengruppe auf den TSV Uetersen, Hertha BSC und den SV Hemelingen. Die Lübecker setzten sich ohne Punktverlust durch und erzielten unter anderem einen 5:4-Auswärtssieg im mit 50.000 Zuschauern besetzten Olympiastadion. Im anschließenden Halbfinale unterlag der Verein dem späteren Amateurmeister TSV Hüls mit 0:2. Bei ihrer zweiten Teilnahme im Jahr 1966 scheiterten die Norddeutschen bereits in der ersten Runde am SSV Mülheim.

### Größte Erfolge
- 1925, 1926, 1927, 1928, 1929, 1930: Meister der erstklassigen Oberliga Lübeck/Mecklenburg und Teilnahme an der norddeutschen Meisterschaft
- 1927: Dritter Platz bei der norddeutschen Meisterschaft
- 1957: Aufstieg in die erstklassige Oberliga Nord
- 1967: Aufstieg in die zweitklassige Regionalliga Nord
- 1976, 2024: Sieg im Landespokal Schleswig-Holstein
- 2019: Aufstieg in die fünftklassige Oberliga Schleswig-Holstein
- 2020: Aufstieg in die viertklassige Regionalliga Nord

In der ewigen Tabelle der erstklassigen Oberliga Nord von 1947 bis 1963 liegt der Verein auf dem 24. von 28 Plätzen und im landesinternen Vergleich an vierter Stelle vor dem Heider SV und dem Itzehoer SV.

## Persönlichkeiten

### Kader Saison 2024/25
- Stand: 8. April 2025[52][53]

| 01 | Mika Schneider         | Deutschland |
| 12 | Vladyslav Galytskyi    | Ukraine     |
| 30 | Carl Leonhard          | Deutschland |
|    | Vjačeslavs Kudrjavcevs | Lettland    |

| 03 | Jannes Vollert    | Deutschland        |
| 04 | Kevin Ntika       | Belgien            |
| 13 | Obinna Iloka      | Vereinigte Staaten |
| 15 | Enock Hartwig     | Deutschland        |
| 19 | Stelios Kokovas   | Griechenland       |
| 21 | Valdemar Sadrifar | Danemark           |
| 27 | Corvin Bock       | Deutschland        |

| 05 | Sebastian Jakubiak | Deutschland |
| 06 | Johann Berger      | Deutschland |
| 07 | Julius Kliti       | Deutschland |
| 08 | Fabio Maiolo       | Italien     |
| 14 | Ben Jablonski      | Deutschland |
| 16 | Joshua Krüger      | Deutschland |
| 17 | Yevgeniy Obushnyi  | Ukraine     |
| 22 | Tony Lesueur       | Frankreich  |
| 23 | Jenno Campagne     | Niederlande |
| 26 | Vladyslav Kraev    | Ukraine     |

| 10 | Jonathan Stöver   | Deutschland |
| 11 | Anton Ihde        | Deutschland |
| 18 | Leander Fritzsche | Deutschland |
| 20 | Emanuel Adou      | Deutschland |
| 24 | Linus Kurtz       | Deutschland |
| 25 | Nico Poplawski    | Deutschland |

### Trainer und Funktionäre Saison 2024/25
| Funktion                        | Name              |
| ------------------------------- | ----------------- |
| Cheftrainer                     | Christiano Adigo  |
| Co-Trainer                      | Simon Gottschling |
| Athletiktrainer                 | Matthias Kurtz    |
| Videoanalyst                    | Milosz Pilch      |
| Geschäftsführer & Sportdirektor | Frank Salomon     |

### Bekannte ehemalige Spieler
Eine Übersicht über alle Spieler, die für den LBV Phönix beziehungsweise den 1. FC Phönix Lübeck mindestens fünfzig Spiele in der erstklassigen Oberliga Nord, der zweitklassigen Regionalliga Nord oder beiden Spielklassen zusammengenommen gemacht haben, befindet sich in der Liste der Spieler des 1. FC Phönix Lübeck.

## Weitere Mannschaften
Im Seniorenbereich meldet der Phönix auch weitere Herrenmannschaften für den Spielbetrieb, die zweite Mannschaft spielt 2020/21 in der siebtklassigen Verbandsliga. Historisch konnten die Zweitvertretungen der Lübecker mehrfach eine bedeutende Rolle auf regionaler Ebene spielen: 1906, als erstmals ein Ligaspielbetrieb in der Hansestadt stattfand, nahm die zweite Mannschaft des LBC einmalig an der 1. Klasse teil und belegte dort – hinter dem LBC I – den zweiten Platz. Sofern die Regularien es zuließen, waren die Lübecker und ihre Vorgängervereine in den 1920er-Jahren stets mit ihren Reservemannschaften auf der zweithöchsten Ligaebene aktiv. Dies gilt sowohl für die LT, den LBV und den (nur 1923/24 bestehenden) SV Phönix, als auch für den späteren LBV-Phönix II, der im ersten Jahr nach der Fusion die Meisterschaft in der Gauklasse Lübeck erreichte. In der Nachkriegszeit gelangen der Mannschaft der LBV-Phönix Amateure hingegen keine nennenswerten sportlichen Erfolge. Anders als die Landesrivalen aus Kiel, Itzehoe oder Neumünster waren die „Adlerträger“ nie mit ihrer Amateurmannschaft in der höchsten Landesspielklasse aktiv. Die beste Platzierung der Hansestädter war ein dritter Platz in der drittklassigen Bezirksliga im Jahr 1959/60.
Im Jugendbereich gehörten die Mannschaften des LBV oder des 1. FC Phönix Lübeck in den 1950er-, 1960er- und 1990er-Jahren zu den stärksten in Schleswig-Holstein und gewannen zu dieser Zeit zahlreiche Landesmeisterschaften. Den größten Erfolg verbuchten die Jungmannen bei der Norddeutschen Meisterschaft 1964: Nach dem sicheren Gewinn der SHFV-Meisterschaft (6:1 gegen Holstein Kiel) und einem ebenso souveränen 5:1-Erfolg gegen Niedersachsenmeister Arminia Hannover qualifizierten sie sich für das Endspiel gegen den gastgebenden SV Werder Bremen. Vor 1.500 Zuschauern glichen die Lübecker einen zwischenzeitlichen 1:3-Rückstand aus und gewannen durch ein Tor von Hans-Joachim Ihde mit 4:3 nach Verlängerung den Titel. Zum ersten und bis heute einzigen Mal stellte dadurch ein Verein aus Schleswig-Holstein die beste A-Jugend Norddeutschlands.
Anfang der 1990er-Jahre schafften sowohl die A-Junioren in den Jahren 1991/92 und 1992/93 als auch die B-Junioren in den Spielzeiten 1990/91 und 1991/92 die Qualifikation zur deutschen Jugendmeisterschaft. In allen vier Wettbewerben kamen die Lübecker jedoch nicht über die erste Runde oder das Achtelfinale hinaus und erzielten neben sieben Niederlagen nur ein Unentschieden im Rückspiel der B-Jugend-Meisterschaft 1991.
In drei Spielzeiten waren die Jugendfußball-Mannschaften des 1. FC Phönix Lübeck auch im Ligaspielbetrieb überregional vertreten: 1992/93 und 1996/97 gehörten die A-Junioren der erstklassigen Regionalliga Nord an, 1998/99 gehörte die B-Jugend zu den Gründungsmitgliedern der erstmals ausgespielten Nord-Staffel der Regionalliga. In allen drei Spielzeiten mussten die Lübecker jedoch sofort wieder absteigen, die B-Jugend musste die Regionalliga 1998/99 sogar ohne Punktgewinn verlassen. Aktuell kooperiert der 1. FC Phönix im Jugendbereich mit dem Eichholzer SV sowie dem TSV Eintracht Groß Grönau. Auch im Frauenfußball ist der Verein Teil einer Kooperation: Gemeinsam mit dem Kronsforder SV besteht hier die Spielgemeinschaft Kronsforde/Phönix.

## Vereinsumfeld

### Anhänger
Historisch galten die „Adlerträger“ als ein Sportverein des gehobenen Bürgertums, was nicht zuletzt auf die Gründungszeit seiner Vorgänger zurückzuführen ist. Die beiden Seminaristenvereine rekrutierten ihre Mitglieder phasenweise ausschließlich aus dem Umfeld der Lübecker Lehrerseminare. Da in den 1900er-Jahren fast ausnahmslos begabte Schüler aus der Oberschicht Zugang zum höheren Bildungswesen hatten, handelte es sich bei den SFC-Fußballern dementsprechend überdurchschnittlich häufig um gut gebildete Männer aus einem wohlhabenden Elternhaus. Zwar gab es spätestens mit dem Zusammenschluss zum LBV-Phönix in diese Richtung keine formalen Voraussetzungen mehr, die an eine Mitgliedschaft geknüpft wurden – trotzdem prägten die Gründungsjahre die Zusammensetzung des Vereins und seiner Anhängerschaft für mehrere Jahrzehnte. Bis in die Nachkriegszeit galt der Phönix als „elitärer“ Verein, was die Rivalität zum VfB, dessen Anhänger überwiegend aus einem proletarischen Umfeld kamen, zusätzlich verschärfte.
| Saison  | Zuschauer |
| ------- | --------- |
| 1957/58 | 122.000   |
| 1958/59 | 113.000   |
| 1959/60 | 93.000    |
| 1967/68 | 74.304    |
| 1968/69 | 63.408    |

Bereits vor dem Zweiten Weltkrieg fanden vereinzelt Spiele mit 5.000 Zuschauern an der Israelsdorfer Allee statt, das Zuschauerinteresse am LBV-Phönix war aber zu seiner sportlich erfolgreichsten Zeit in den 1950er- und 1960er-Jahren am größten. Die 122.000 Besucher, die zusammengenommen die LBV-Heimspiele der Saison 1957/58 verfolgten, stellen in Schleswig-Holstein nach wie vor das höchste Zuschaueraufkommen dar, das von einem anderen Verein als Holstein Kiel und dem VfB Lübeck erreicht wurde. Neben KSV, VfB und Flensburg 08 (1976) schaffte es zudem nur der Phönix (1959 und 1968), in zwei Spielzeiten das höchste Zuschauerinteresse der SHFV-Vereine auf sich zu ziehen. Bereits in den unmittelbar folgenden Spielzeiten verzeichnete der Phönix jedoch stark rückläufige Zuschauerzahlen, die die finanziellen Probleme Anfang der 1970er-Jahre zusätzlich verstärkten. Bedingt durch die langjährige Zugehörigkeit zu tieferen Spielklassen schrumpfte die aktive Fanszene in den folgenden Jahrzehnten merklich, auch wenn der Verein in der abgebrochenen Oberliga-Saison 2019/20 wieder auf dem dritten Platz der Zuschauertabelle lag.

### Rivalitäten
Als bedeutendste Rivalität der Phönixer Vereinsgeschichte gilt diejenige zum benachbarten VfB Lübeck. Die Frage nach der sportlichen Vorherrschaft in der Stadt war insbesondere in den 1950er- und 1960er-Jahren umstritten und war zu dieser Zeit auch im Landesvergleich von verhältnismäßig großer Relevanz: Während in Kiel, Itzehoe und (seit 1951) Neumünster die stadtinterne „Nummer eins“ sowohl sportlich als auch im Zuschauerinteresse unumstritten war, gab es in der Hansestadt zwei überregional konkurrenzfähige Sportvereine mit stark rivalisierenden Fanlagern. Die in den Oberliga-Spielzeiten 1957/58 und 1959/60 ausgetragenen Duelle waren die bislang einzigen Stadtderbys zweier Vereine aus dem Bereich des Schleswig-Holsteinischen Fußballverbandes, die in einer erstklassigen Liga stattfanden und stießen gerade in der Saison 1959/60 mit 14.000 (beim Phönix) und 20.000 Besuchern (beim VfB) auf ein sehr großes Zuschauerinteresse. Keine Begegnung mit Beteiligung zweier Vereine aus Schleswig-Holstein wies nach 1945 eine höhere Besucherzahl auf als das Spiel auf der Lohmühle am 25. Oktober 1959.
Der Lübecker Sportjournalist Christian Jessen ermittelte unter Berücksichtigung aller bis 2019 ausgetragenen Pflicht- und Freundschaftsspiele zwischen Phönix und dem VfB (inklusive der Vorgängervereine der beiden Klubs) eine Bilanz von 78 VfB-Siegen, 37 gewonnenen Spielen des Phönix und 22 unentschiedenen Begegnungen. Obwohl der Phönix sich in den 1950er- und 1960er-Jahren mehrfach vor dem VfB platzierte, gelang es den „Adlerträgern“ erst in den Spielzeiten 1978/79 und 1985/86, im Verlauf einer Saison beide Begegnungen in der Liga zu gewinnen. Der VfB schaffte dies fünfmal, unter anderem in der Oberliga-Saison 1959/60. Nachdem es 1988 vor 2600 Zuschauern noch zu einem bis heute als legendär geltenden Stadtderby mit zwölf Toren (7:5 für den VfB) kam, waren die Spiele in der Saison 1988/89 die für lange Zeit letzten Derbys zwischen den beiden ersten Mannschaften in einem Ligaspiel (fünf Jahre später kam es noch einmal zu einem Aufeinandertreffen im Finale des Bezirkspokals). Angesichts der unterschiedlichen Ligazugehörigkeiten spielt die Rivalität der beiden Vereine seither eine immer geringere Rolle, erst in der Saison 2021/22 gehören sie zum ersten Mal seit mehr als drei Jahrzehnten der gleichen Spielklasse an. Zwei Jahre zuvor traf Phönix bereits wieder auf die zweite Mannschaft des VfB in der Oberliga Schleswig-Holstein, die Partie war neben dem Nordfriesland-Derby zwischen der Husumer SV und dem SV Frisia 03 Risum-Lindholm diejenige mit den meisten Zuschauern in dieser Spielklasse.
Die Zeitleiste gibt einen Überblick darüber, welche Lübecker Mannschaft (und deren Vorgänger) die beste Platzierung im Liga-Spielbetrieb des DFB erreichte. Eine Übersicht über alle Pflichtspiele, die nach Kriegsende in den Spielklassen des NFV oder SHFV zwischen dem VfB und Phönix stattfanden, befindet sich in der Liste der Ligaspiele zwischen dem VfB Lübeck und dem 1. FC Phönix Lübeck.

### Stadion

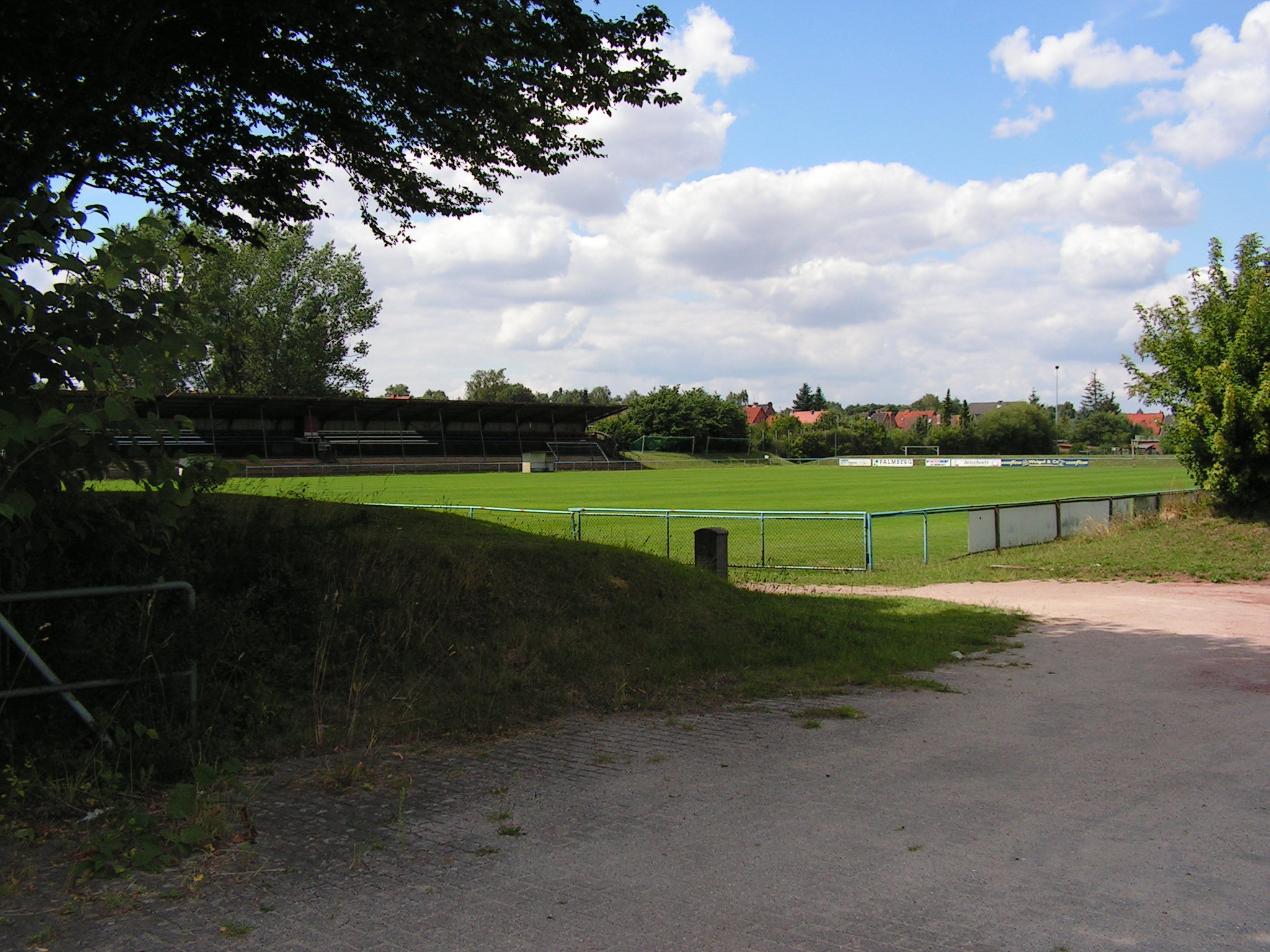
Blick auf den Fußballplatz des FC Phönix Lübeck, Tribüne

Die Fußballer des Lübecker Ballspielclubs trainierten in ihrer unmittelbaren Gründungszeit zunächst auf dem Sportgelände des MTV Lübeck am Lübecker Burgfeld und planten 1905 erstmals den Umzug auf einen Rasenplatz an der Israelsdorfer Allee. Da die örtlichen Gegebenheiten ein geordnetes Fußballspiel jedoch nicht zuließen, verlegten die LBC-Fußballer ihre Heimspielstätte auf eine Koppel in das damals noch eigenständige Krempelsdorf. Der Platz wurde am 1. Juli 1906 mit einem Spiel gegen den FC Britannia aus Hamburg eingeweiht, das mit 1:8 verloren wurde.
Wenig später investierte der LBC mehr als 10.000 Mark in ein großes Sportgelände an der Israelsdorfer Allee, das neben mehreren Tennisplätzen und einer Laufbahn auch über einen Fußballplatz mit Zuschauertribüne verfügte. Das rund fünf Jahre bestehende erste Lübecker Fußballstadion wurde am 29. August 1909 mit einem Freundschaftsspiel gegen den IFK Malmö eröffnet. Da die Anlagen während des Ersten Weltkriegs stark verwüstet wurden und nicht mehr genutzt werden konnten, entwarf Harry Maasz auf dem Gelände des nahegelegenen früheren Flugplatz Karlshof einen neuen Sportplatz, der durch den Verein bis heute genutzt wird. Eröffnet wurde die neue Spielstätte am 19. September 1920 mit einem Hockey-Spiel.
Im Zuge der Gründung des LBV-Phönix sollte dem neuen Stadion eine entscheidende Rolle zukommen: Nachdem die Fußballer der Lübecker Turnerschaft – über die Sportplätze der weiteren Vorgängervereine sind keine zuverlässigen Angaben überliefert – seit jeher am Turnerschaftsplatz an der Charlottenstraße beheimatet waren, war die Stadionfrage für den SV Phönix einer der Hauptgründe, in die Fusionsverhandlungen einzutreten. Dementsprechend wurde der Flugplatz, wie das erst in den kommenden Jahren vollständig fertiggestellte Stadion umgangssprachlich genannt wurde, auch zur Spielstätte des neu gegründeten Vereins. Infolge des Zweiten Weltkrieges wurde das Stadion zerstört und später von den Alliierten beschlagnahmt. Einige Zeit nach Kriegsende übernahm der Verein das Stadion wieder und baute es 1950 für 13.000 Deutsche Mark sowie 1956 mit Hilfe eines Darlehns der Stadt Lübeck aus. Neben einer neuen Stehtribüne wurde am Ende des Jahres 1957 eine Flutlichtanlage am Stadion angebracht, was in Norddeutschland bis dahin eine Seltenheit war und sich für den Verein als äußerst lukrativ erwies: Die Möglichkeit zu Abendspielen eröffnete die Gelegenheit, attraktive Gegner aus West- und Süddeutschland zu Freundschaftsspielen nach Lübeck zu holen und führte dazu, dass auch der benachbarte VfB das Stadion an der Travemünder Allee gelegentlich anmietete. 1966 verkaufte der Verein sein Stadion an die Stadt Lübeck.
Im Zuge des Aufstiegs in die Regionalliga Nord zur Saison 2020/21 wurden verschiedene Ausbaumaßnahmen am Stadion Flugplatz vorgenommem, die es ermöglichen sollten, die Spielstätte zukünftig den DFB-Auflagen entsprechend nutzen zu können. Bis dahin wurde für die Spiele der Regionalliga auf das Stadion Buniamshof ausgewichen. Zu Beginn der Saison 2022/23 erfolgte die Rückkehr in das heimische Stadion, das jedoch immer noch Mängel aufweist und nachgebessert werden muss. Sogenannte Sicherheitsspiele werden weiterhin auf dem Buniamshof ausgetragen. In der Saison 2023/24 absolvierte der 1. FC Phönix Lübeck seine Heimspiele in der Hinrunde noch zum Teil im Stadion Flugplatz, ehe ab der Rückrunde nur noch am Buniamshof gespielt wurde. Für die Saison 2024/25 erteilte der NFV die Zulassung ausschließlich für den Buniamshof.

### 1. FC Phönix Lübeck GmbH
2023 wurde die erste Herrenmannschaft in die 1. FC Phönix Lübeck GmbH ausgegliedert. Der alleinige Gesellschafter ist der e. V.

## Verweise, Quellen und Anmerkungen
1. ↑  Hardy Grüne, Christian Karn: Das große Buch der deutschen Fußballvereine. Agon Sportverlag, Kassel 2009, ISBN 978-3-89784-362-2, Seiten 303–304
2. 1 2  Christian Jessen: VfB Lübeck: Ein Jahrhundert Fußballgeschichte in der Hansestadt. Die Werkstatt GmbH, 2019, ISBN 978-3-7307-0460-8, 1897 bis 1919: Als der Fußball auch Lübeck erreicht, S. 5 (google.com).
3. ↑  1905–1930 – 25 Jahre Norddeutscher Sportverband
4. ↑  25 Jahre Lübecker Ballspiel Verein-Phönix, Hrsg.: Lübecker Ballspielverein Phönix von 1903, Lübeck 1928, Seite 5
5. ↑  Lübeck war 1905 ein Unterbezirk des HAFB geworden; ein Endspiel um dessen Meisterschaft der 2. Klasse ging mit 1:6 gegen Altona 93 IIa verloren. Genaueres bei Udo Luy: Fußball in Norddeutschland 1888–1914, Kleinrinderfeld 2018, Seite 300
6. ↑  D.S.F.S. (Hrsg.): Fußball Almanach Jahrbuch Deutschland 1921/22, o. O. 1994, Seite 33
7. ↑  Jochen Heß und Pit Kluth in Festschrift zum 75-jährigen Bestehen des LBV Phönix von 1903 e. V., Hrsg.: LBV Phönix von 1903, Lübeck 1978
8. 1 2  Christian Jessen: VfB Lübeck: Ein Jahrhundert Fußballgeschichte in der Hansestadt. Die Werkstatt GmbH, 2019, ISBN 978-3-7307-0460-8, 1897 bis 1919: Als der Fußball auch Lübeck erreicht, S. 7 (google.com).
9. ↑  25 Jahre Lübecker Ballspiel Verein-Phönix, Hrsg.: Lübecker Ballspielverein Phönix von 1903, Lübeck 1928, S. 15.
10. ↑  25 Jahre Lübecker Ballspiel Verein-Phönix, Hrsg.: Lübecker Ballspielverein Phönix von 1903, Lübeck 1928, S. 16.
11. ↑  Christian Jessen: VfB Lübeck: Ein Jahrhundert Fußballgeschichte in der Hansestadt. Die Werkstatt GmbH, 2019, ISBN 978-3-7307-0460-8, 1897 bis 1919: Als der Fußball auch Lübeck erreicht, S. 6 (google.com).
12. 1 2 3 4  Christian Jessen: Als Lübecks „Adlerträger“ den HSV ärgerten. In: Nord Sport. S. 29–31.
13. ↑  Mit der Raute im Herzen. Verlag Die Werkstatt, 2008, ISBN 3-89533-620-3 (eingeschränkte Vorschau in der Google-Buchsuche).
14. 1 2 3 4  Jankowski, Bernd, Pistorius, Harald, Prüß, Jens Reimer: Fußball im Norden : 100 Jahre Norddeutscher Fußball-Verband ; Geschichte - Chronik - Namen - Daten - Fakten - Zahlen. 1. Auflage. Agon Sportverlag, Kassel 2005, ISBN 3-89784-270-X.
15. ↑  Die Straße hieß zum damaligen Zeitpunkt noch Israelsdorfer Allee
16. ↑  Lübeck-Mecklenburg gegen Ungarn-Meister. in: Lübecker Generalanzeiger vom 9. August 1929, zitiert nach: Peter Stäcker – Sportgeschichte des VfL Oldesloe (Memento vom 4. Juli 2020 im Internet Archive)
17. ↑  Die Daten der Zweitliga-Spielzeiten sind mit Ausnahme der Saison 1941/42 nicht bekannt. Hier belegte Phönix den 1. Platz der Kreisliga mit 29:3 Punkten und 71:23 Punkten, siehe: Fußball-Woche, Norddeutsche Ausgabe vom 2. Juni 1942, Seite 14
18. ↑  Die Neueinteilung im Fußball. in: Oldesloer Landbote, 16. August 1933. zitiert nach: Peter Stäcker – Sportgeschichte des VfL Oldesloe (Memento vom 14. August 2020 im Internet Archive)
19. ↑  9. Punktspiel: Oldesloer SV – Phönix Lübeck 1:1 (1:0). in: Oldesloer Landbote, 14. Januar 1934. zitiert nach: Peter Stäcker – Sportgeschichte des VfL Oldesloe (Memento vom 14. August 2020 im Internet Archive)
20. ↑  1935 wurde diese Maßnahme vorübergehend wieder zurückgenommen.
21. ↑  LBV Phönix Herbstmeister. in: Oldesloer Landbote, 12. November 1934. zitiert nach: Peter Stäcker – Sportgeschichte des VfL Oldesloe (Memento vom 14. August 2020 im Internet Archive)
22. ↑  Kicker vom 1. September 1936, Seite 12
23. ↑  Phönix in Lübeck gegen Oldesloe. in: Stormarner Zeitung, 20. Januar 1939. zitiert nach: Peter Stäcker – Sportgeschichte des VfL Oldesloe (Memento vom 14. August 2020 im Internet Archive)
24. ↑  Hamburger Anzeiger vom 7. März 1940, Seite 6
25. ↑  Hardy Grüne: Vom Kronprinzen bis zur Bundesliga. In: Enzyklopädie des deutschen Ligafußballs. Band 1. AGON, Kassel 1996, ISBN 3-928562-85-1.
26. ↑  Christian Jessen: VfB Lübeck: Ein Jahrhundert Fußballgeschichte in der Hansestadt. Die Werkstatt GmbH, 2019, ISBN 978-3-7307-0460-8, Der Krieg führt Regie – aber gespielt wird (fast) bis zum letzten Tag, S. 36 (google.com).
27. ↑  Christian Jessen: VfB Lübeck: Ein Jahrhundert Fußballgeschichte in der Hansestadt. Die Werkstatt GmbH, 2019, ISBN 978-3-7307-0460-8, Trümmer, Hunger, Flüchtlinge – und sportlicher Aufschwung als VfB, S. 37 – 42 (google.com).
28. ↑  Chronik des VfB Lübeck: Saison 1945/46 (Memento vom 7. November 2007 im Internet Archive)
29. 1 2 3 4 5 6 7 8  Hardy Grüne: Norddeutschland – Zwischen TSV Achim, Hamburger SV und TuS Zeven. In: Legendäre Fußballvereine. AGON, Kassel 2004, ISBN 3-89784-223-8, Die Tribüne morsch, das Flutlicht defekt, S. 54–57.
30. ↑  Tabellen der Spielzeit 1949/50 (Memento vom 3. Juli 2020 im Internet Archive) (PDF; 54 kB)
31. 1 2 3 4 5 6 7  Christian Jessen: VfB Lübeck: Ein Jahrhundert Fußballgeschichte in der Hansestadt. Die Werkstatt GmbH, 2019, ISBN 978-3-7307-0460-8, VfB gegen Phönix – Kampf um die Nummer eins in der Stadt, S. 268 – 272 (google.com).
32. ↑  Eintrag bei pruess-oberliga.de, abgerufen am 10. August 2021
33. ↑  Zuschauerzahlen der Oberliga Nord 1958/59
34. 1 2  Hardy Grüne: Mit Ertels Kindergarten nach oben –. In: shz.de. 8. November 2010, abgerufen am 4. Juli 2020.
35. ↑  Festschrift zum 75-jährigen Bestehen des LBV Phönix von 1903 e. V., Hrsg.: Lübecker Ballspielverein Phönix von 1903, Lübeck 1978
36. ↑  DSFS (Hrsg.): Nord-Chronik. Amateur-Oberliga Nord 1974–1979
37. ↑  Rudolf Moll: TSV Pansdorf fehlte nur ein "Törchen". In: Lübecker Nachrichten. 21. Mai 1985.
38. ↑  Die besser platzierte Mannschaft der KSV Holstein II hätte aufgrund des Abstiegs der ersten Mannschaft auch bei einem regulären Klassenverbleib zwangsabsteigen müssen
39. ↑  Redaktion Sportbuzzer: 1. FC Phönix Lübeck startet als Top-Favorit in die neue Oberliga, Preußen Reinfeld als Abstiegskandidat. In: sportbuzzer.de. 31. Juli 2019, abgerufen am 7. Juli 2020.
40. ↑  Wertung der Spielzeit 2019/20, shfv-kiel.de, 9. Mai 2020, abgerufen am 9. Mai 2020.
41. ↑  27 Anträge zum Zulassungsverfahren, nordfv.de, 2. April 2020, abgerufen am 9. Mai 2020.
42. ↑  NFV-Präsidium-Präsidium beschließt Abbruch der Saison, nordfv.de, 22. Mai 2020, abgerufen am 23. Mai 2020.
43. ↑  Ehre, wem Ehre gebührt: Phönix nach mehr als zwei Jahrzehnten wieder viertklassig › HL-SPORTS. In: hlsports.de. 3. Juli 2020, abgerufen am 3. Juli 2020.
44. ↑  Tabellenverlauf während der Saison 2023/24 auf transfermarkt.de, abgerufen am 8. Juni 2024
45. ↑  DFB-Pokal: 1. Phönix Lübeck zieht das große Los beim Champions League-Finalisten. In: HL Sports. 1. Juni 2024, abgerufen am 13. September 2024.
46. ↑  stw, SID: Phönix Lübeck gegen Dortmund: Ein Umzug, der nicht jedem gefällt. In: Kicker. 14. August 2024, abgerufen am 13. September 2024.
47. 1 2  Artikel im Sportmagazin „kicker“, abgerufen am 8. Juni 2024
48. ↑  Artikel im NDR, abgerufen am 17. Juni 2024
49. ↑  Meldung im Sportmagazin „kicker“, abgerufen am 27. Juni 2024
50. ↑  Standesgemäß mit Schönheitsfehler: BVB erfüllt Pflichtaufgabe gegen Lübeck. In: Kicker. 17. August 2024, abgerufen am 13. September 2024.
51. ↑  Volker Stahl: Legendäre Nordclubs: Dithmarscher Beckenbauer. In: Spiegel Online. 10. August 2006, abgerufen am 5. Juli 2020.
52. ↑  1.FC Phönix Lübeck - Vereinsprofil. Abgerufen am 8. April 2025.
53. ↑  PROFIS - 1. FC Phönix Lübeck. 20. Juli 2023, abgerufen am 8. April 2025.
54. ↑  Christian Jessen: VfB Lübeck: Ein Jahrhundert Fußballgeschichte in der Hansestadt. Die Werkstatt GmbH, 2019, ISBN 978-3-7307-0460-8, Die ersten Jahre: Aufstieg der Lübecker „Fußball-Polizisten“, S. 15 (google.com).
55. ↑  Christian Jessen: VfB Lübeck: Ein Jahrhundert Fußballgeschichte in der Hansestadt. Die Werkstatt GmbH, 2019, ISBN 978-3-7307-0460-8, Die ersten Jahre: Aufstieg der Lübecker „Fußball-Polizisten“, S. 14 (google.com).
56. ↑  Tabellen der Spielzeit 1963/64 (Memento vom 7. Juli 2020 im Internet Archive) (PDF; 24 kB)
57. ↑  Homepage des Jugendfördervereins Grönau/Phönix/Eichholz (Memento vom 13. August 2020 im Internet Archive)
58. ↑  Klaus Brenneke: Quo Vadis, VfB Lübeck? –Erinnerungen und Beobachtungen aus sechs Jahrzehnten. In: Lübeckische Blätter. 22. März 2008, S. 101–103.
59. ↑  Rot hinterlegt sind die beiden Spielzeiten, in denen der LBV-Phönix die höchste Zuschauerzahl im SHFV aufwies.
60. ↑  Peter-Wulf Dietrich: 7:5 gegen Phönix – Cekala schoß das 100. VfB-Tor. In: Lübecker Nachrichten. 17. Mai 1988.
61. ↑  Redaktion Sportbuzzer: Stadtderby VfB Lübeck II gegen 1. FC Phönix steigt am 1. November auf der Lohmühle. In: sportbuzzer.de. 15. Oktober 2019, abgerufen am 2. Juli 2020.
62. ↑  Zuschauerschnitt der Oberliga Schleswig-Holstein 2019/20
63. 1 2 3  Hardy Grüne: Als die Massen noch zum Flugplatz liefen –. In: shz.de. 20. September 2010, abgerufen am 7. Juli 2020.
64. ↑  Jürgen Rönnau: Aufsteiger Phönix Lübeck baut neue Tribüne - sofort! In: sportbuzzer.de. 14. Juni 2020, abgerufen am 2. Juli 2020.
65. ↑  Volker Giering: Stadion Flugplatz: Phönix Lübeck irritiert über Nachbesserung. In: Lübecker Nachrichten. 6. September 2020, abgerufen am 28. Oktober 2020.
66. ↑  Phönix Lübeck: Stadionfrage geklärt, hlsports.de, 14. Mai 2024, abgerufen am 2. Juni 2024.
67. ↑  Siehe die Dokumente zum Handelsregistereintrag der 1. FC Phönix Lübeck GmbH (Amtsgericht Lübeck HRB 24087 HL).

Altona 93 |
Werder Bremen II |
Bremer SV |
SV Drochtersen/Assel |
Kickers Emden |
SC Weiche Flensburg 08 |
Hamburger SV II |
Hannover 96 II |
HSC Hannover |
SSV Jeddeloh |
Blau-Weiß Lohne |
1. FC Phönix Lübeck |
VfB Lübeck |
SV Meppen |
Eintracht Norderstedt |
VfB Oldenburg |
FSV Schöningen |
FC St. Pauli II
SV Eichede |
Eutin 08 |
Heider SV |
MTSV Hohenwestedt |
Kaltenkirchener TS |
Holstein Kiel II |
Inter Türkspor Kiel |
FC Kilia Kiel |
1. FC Phönix Lübeck II |
PSV Union Neumünster |
VfR Neumünster |
Oldenburger SV |
SV Preußen Reinfeld |
TuS Rotenhof |
TSV Nordmark Satrup |
SV Todesfelde